# محمد سعد العلمي
محمد سعد العلمي (بالفرنسية: Mohamed Saâd Alami)‏ ولد في 10 أبريل 1948 بشفشاون، وهو صحفي وسياسي مغربي.

## السيرة الذاتية[4]

### الدراسة
- في 1967 حاز على الإجازة في القانون العام من كلية الحقوق في جامعة محمد الخامس في الرباط.
- في 1969 حصل على الدبلوم العالي في الصحافة من المعهد القومي للصحافة بالقاهرة.
- في 1976 حاز على شهادة الدراسات العليا في علم السياسة من كلية الحقوق في جامعة محمد الخامس في الرباط.
- في 1978 على شهادة الدراسات العليا في العلاقات الدولية من كلية الحقوق في جامعة محمد الخامس في الرباط.

### الحياة المهنية
- لقد قاد منذ شبابه العديد من المنظمات وخاصة في الشبيبة المدرسية والشبيبة الاستقلالية والاتحاد العام لطلبة المغرب.
- مارس الكتابة والصحافة منذ أواخر الستينات. وقد أسس وترأس تحرير مجلة الهدف سنة 1970 التي اضطرت إلى التوقف بعد أن تعرضت أعدادها للحجز المتوالي. وهو عضو اتحاد كتاب المغرب.
- من المؤسسين للعصبة المغربية للدفاع عن حقوق الإنسان سنة 1972، ونائب كاتبها العام لثماني سنوات ما بين 1972 حتى 1980، وكاتبها العام بعد ذلك حتى 1986.
- وفي عام 1973 كان من المؤسسين لجمعية الحقوقيين المغاربة.
- كما شارك مع المتطوعين في المسيرة الخضراء سنة 1975.
- وهو يملك عضوية بالبرلمان المغربي خلال الفترة ما بين 1977 و2009. حيث انتخب في 3 يونيو 1977 نائبا لشفشاون بمجلس النواب، ومنذ ذلك الحين وهو يمثلها بنفس المجلس خلال ثلاث ولايات تشريعية متتالية : من 1977 حتى 1984 ومن 1983 حتى 1993 ومن 1992 حتى 1997. كما انتخب في الانتخابات التشريعية 1997 عضوا بمجلس المستشارين، وأعيد انتخابه في 15 سبتمبر 2000 بمناسبة تجديد ثلث أعضاء المجلس للولاية التشريعية 2000-2009.
- كما شغل منصب رئيس للجنة الشؤون الاجتماعية بمجلس النواب في أكتوبر 1977، وجدد انتخابه للقيام بهذه المهمة خمس سنوات متوالية 1977 و1982، قبل أن يتم انتخابه بعد ذلك نائبا لرئيس مجلس النواب في السنة التشريعية 1982-1983، وجدد انتخابه لنفس هذا المنصب على امتداد الولايتين التشريعيتين 1984-1992 و1993-1997.
- كما تولى مهمة نائب رئيس مجلس الاتحاد البرلماني العربي في دورات متتابعة خلال الفترة الممتدة ما بين 1984 و1992.
- وعمل ما بين عامي 1985 و1986 كنائب لرئيس الهيئة الاتحادية للاتحاد العربي الإفريقي بين المغرب وليبيا.
- وتم انتخابه رئيسا للمجلس البلدي لمدينة شفشاون لثلاث ولايات خلال السنوات من 1983 حتى 1992 ومن 1997 حتى 2003 ومن 2003 حتى 2009.
- وكان من 1992 إلى 1997 رئيسا للمجلس الإقليمي لإقليم شفشاون.
- انتخب رئيسا للمجلس الجهوي لجهة طنجة تطوان خلال الفترة من 1997 إلى 2000.
- وترأس الجمعية المغربية للمستشارين الجماعيين خلال الفترة من 1984 إلى 1993.
- وكان قد شارك في العديد من المؤتمرات والمناظرات والملتقيات الوطنية والدولية، وترأس العديد من الوفود البرلمانية والسياسية إلى الخارج.
- وفي 7 نوفمبر 2002 تم تعيينه من قبل الملك محمد السادس وزيرا مكلفا بالعلاقات مع البرلمان بحكومة إدريس جطو، ليتم تكليفه بذات المهمة في 15 أكتوبر 2007 بحكومة عباس الفاسي.
- وفي 12 يونيو 2009 تولى منطقة شفشاون خلال الانتخابات البلدية المغربية 2009.
- وفي 4 يناير 2010 عين وزيرا منتدبا لدى الوزير الأول مكلفا بتحديث القطاعات العامة وهو منصب تقلده حتى 3 يناير 2012.[5][6]
- وفي 9 مارس 2013 تم تعينه سفيرا للمغرب بمصر.[7]